# Sectio chirurgica/Episodenliste

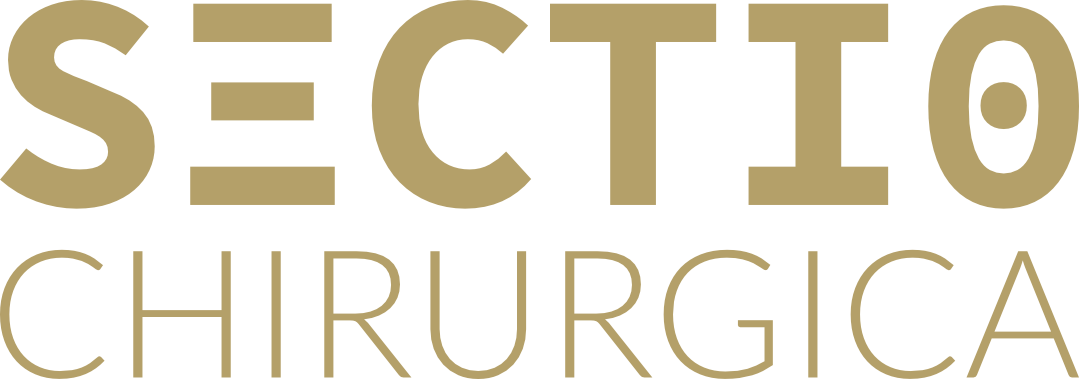
Logo zur Serie

Diese Episodenliste enthält alle Episoden der deutschen Wissenschaftsserie Sectio chirurgica, sortiert nach der offiziellen Episodennummerierung. Das Lehrangebot umfasst derzeit 19 Staffeln mit 141 Episoden.
| #  | Episodenanzahl | Erstausstrahlung | Erstausstrahlung |
| #  | Episodenanzahl | Premiere         | Finale           |
| -- | -------------- | ---------------- | ---------------- |
| 1  | 13             | 23. Okt. 2008    | 18. Dez. 2008    |
| 2  | 12             | 29. Okt. 2009    | 17. Dez. 2009    |
| 3  | 12             | 19. Okt. 2010    | 7. Dez. 2010     |
| 4  | 12             | 18. Okt. 2011    | 8. Dez. 2011     |
| 5  | 3              | 8. Mai 2012      | 22. Mai 2012     |
| 6  | 12             | 25. Okt. 2012    | 13. Dez. 2012    |
| 7  | 14             | 13. Okt. 2013    | 30. Jan. 2014    |
| 8  | 5              | 16. Apr. 2015    | 21. Mai 2015     |
| 9  | 4              | 28. Apr. 2016    | 12. Mai 2016     |
| 10 | 8              | 27. Okt. 2016    | 22. Dez. 2016    |
| 11 | 4              | 1. Juni 2017     | 26. Juli 2017    |
| 12 | 9              | 19. Okt. 2017    | 14. Dez. 2017    |
| 13 | 3              | 26. Apr. 2018    | 17. Mai 2018     |
| 14 | 6              | 8. Nov. 2018     | 13. Dez. 2018    |
| 15 | 4              | 4. Juli 2019     | 25. Juli 2019    |
| 16 | 7              | 7. Nov. 2019     | 19. Dez. 2019    |
| 17 | 7              | 3. Nov. 2020     | 15. Dez. 2020    |
| 18 | 4              | 4. Nov. 2021     | 20. Jan. 2022    |
| 19 | 2              | 24. Nov. 2022    | 26. Jan. 2023    |

## Staffel 1
| Nr. (ges.) | Nr. (St.) | Originaltitel                                                            | Erstausstrahlung D | Operateure |
| ---------- | --------- | ------------------------------------------------------------------------ | ------------------ | --- |
| 1          | 1         | Die Lappenplastik der oberen Extremität                                  | 23. Okt. 2008      | Schaller, Hand-, Plastische-, Rekonstruktive und Verbrennungschirurgie, BG-Klinik Tübingen                                                                                                |
| 2          | 2         | Die Hüftendoprothetik über den posterolateralen Zugang                   | 28. Okt. 2008      | Wülker, Orthopädie, Universitätsklinikum Tübingen |
| 3          | 3         | Die Pneumektomie                                                         | 4. Nov. 2008       | Aebert, Thorax-, Herz-, Gefäßchirurgie, Universitätsklinikum Tübingen |
| 4          | 4         | Die onkochirurgische Kardia-Ösophagale Resektion                         | 6. Nov. 2008       | Brücher, Allgemeinchirurgie, Universitätsklinikum Tübingen |
| 5          | 5         | Der Aortenbogenersatz                                                    | 11. Nov. 2008      | Ziemer, Thorax-, Herz- und Gefäßchirurgie, Universitätsklinikum Tübingen |
| 6          | 6         | Die laparoskopische Teilnephrektomie/retroperitoneale Lymphadenektomie   | 20. Nov. 2008      | Nagele, Urologie, Universitätsklinikum Tübingen |
| 7          | 7         | Die transvaginale, laparoskopische und offene Chirurgie des Beckenbodens | 25. Nov. 2008      | Reisenauer, Gynäkologie, Universitätsklinikum Tübingen |
| 8          | 8         | Die radikale Cystoprostatektomie mit Harnblasenersatz                    | 2. Dez. 2008       | Stenzl, Urologie, Universitätsklinikum Tübingen |
| 9          | 9         | Schilddrüse, Kehlkopf und Lymphknoten: Die Onkochirurgie des Halses      | 4. Dez. 2008       | Zenner, Hals-, Nasen-, Ohrenheilkunde/Kopf-Hals-Chirurgie, Universitätsklinikum Tübingen                                                                                                  |
| 10         | 10        | Die Chirurgie der hinteren Schädelgrube                                  | 9. Dez. 2008       | Tatagiba, Neurochirurgie, Universitätsklinikum Tübingen |
| 11         | 11        | Operative Zugänge in der Gesichtsregion                                  | 11. Dez. 2008      | Hoffmann, Mund-, Kiefer- und Gesichtschirurgie, BG-Klinik Tübingen |
| 12         | 12        | Die Orbita- und Ophthalmochirurgie                                       | 16. Dez. 2008      | • Bartz-Schmidt, Augenheilkunde, Universitätsklinikum Tübingen • Besch, Augenheilkunde, Universitätsklinikum Tübingen                                                                     |
| 13         | 13        | Die Chirurgie des Ohres und der Laterobasis                              | 18. Dez. 2008      | • Löwenheim, Hals-, Nasen-, Ohrenheilkunde/Kopf-Hals-Chirurgie, Universitätsklinikum Tübingen • Pfister, Hals-, Nasen-, Ohrenheilkunde/Kopf-Hals-Chirurgie, Universitätsklinikum Tübingen |

## Staffel 2
| Nr. (ges.) | Nr. (St.) | Originaltitel                                                            | Erstausstrahlung D | Operateure |
| ---------- | --------- | ------------------------------------------------------------------------ | ------------------ | --- |
| 14         | 1         | Die Chirurgie der Kahnbeinfraktur                                        | 29. Okt. 2009      | Schaller, Hand-, Plastische-, Rekonstruktive und Verbrennungschirurgie, BG-Klinik Tübingen                                               |
| 15         | 2         | Die Knieendoprothetik                                                    | 3. Nov. 2009       | Wülker, Orthopädie, Universitätsklinikum Tübingen                                                                                        |
| 16         | 3         | Der thorakoabdominelle Aortenersatz                                      | 10. Nov. 2009      | Aebert, Thorax-, Herz-, Gefäßchirurgie, Universitätsklinikum Tübingen                                                                    |
| 17         | 4         | Die Tumorchirurgie des Bauchraums                                        | 12. Nov. 2009      | Brücher, Allgemeinchirurgie, Universitätsklinikum Tübingen                                                                               |
| 18         | 5         | Die Herzchirurgie                                                        | 17. Nov. 2009      | Ziemer, Thorax-, Herz- und Gefäßchirurgie, Universitätsklinikum Tübingen                                                                 |
| 19         | 6         | Die radikale Cystoprostatektomie mit Harnblasenersatz                    | 24. Nov. 2009      | Stenzl, Urologie, Universitätsklinikum Tübingen                                                                                          |
| 20         | 7         | Die transvaginale, laparoskopische und offene Chirurgie des Beckenbodens | 26. Nov. 2009      | Reisenauer, Gynäkologie, Universitätsklinikum Tübingen                                                                                   |
| 21         | 8         | Die Leberchirurgie                                                       | 1. Dez. 2009       | Nadalin, Allgemein-, Viszeral-, Transplantationschirurgie, Universitätsklinikum Tübingen                                                 |
| 22         | 9         | Die Chirurgie der hinteren Schädelgrube                                  | 8. Dez. 2009       | Tatagiba, Neurochirurgie, Universitätsklinikum Tübingen                                                                                  |
| 23         | 10        | Operative Zugänge in der Gesichtsregion                                  | 10. Dez. 2009      | • Reinert, Mund-, Kiefer- und Gesichtschirurgie, BG-Klinik Tübingen • Hoffmann, Mund-, Kiefer- und Gesichtschirurgie, BG-Klinik Tübingen |
| 24         | 11        | Die Orbita- und Ophthalmochirurgie                                       | 15. Dez. 2009      | • Bartz-Schmidt, Augenheilkunde, Universitätsklinikum Tübingen • Besch, Augenheilkunde, Universitätsklinikum Tübingen                    |
| 25         | 12        | Die Ohrchirurgie                                                         | 17. Dez. 2008      | Zenner, Hals-, Nasen-, Ohrenheilkunde/Kopf-Hals-Chirurgie, Universitätsklinikum Tübingen                                                 |

## Staffel 5
| Nr. (ges.) | Nr. (St.) | Originaltitel                                        | Erstausstrahlung D | Operateure |
| ---------- | --------- | ---------------------------------------------------- | ------------------ | --- |
| 50         | 1         | Das hepatozelluläre Karzinom: Die Leberteilresektion | 8. Mai 2012        | • Königsrainer, Allgemein-, Viszeral- und Transplantationschirurgie, Universitätsklinikum Tübingen • Nadalin, Allgemein-, Viszeral- und Transplantationschirurgie, Universitätsklinikum Tübingen |
| 51         | 2         | Das Kolonkarzinom: Die erweiterte Hemikolektomie     | 15. Mai 2012       | Königsrainer, Allgemein-, Viszeral- und Transplantationschirurgie, Universitätsklinikum Tübingen                                                                                                 |
| 52         | 3         | Die Struma multinodosa: Die Strumektomie             | 22. Mai 2012       | • Mauz, Hals-, Nasen-, Ohrenheilkunde, Universitätsklinikum Tübingen • Steeger, Hals-, Nasen-, Ohrenheilkunde, Universitätsklinikum Tübingen                                                     |

## Staffel 6
| Nr. (ges.) | Nr. (St.) | Originaltitel                                                           | Erstausstrahlung D | Operateure                                                                                       |
| ---------- | --------- | ----------------------------------------------------------------------- | ------------------ | ------------------------------------------------------------------------------------------------ |
| 53         | 1         | Die Chirurgie des kleinen Beckens                                       | 25. Okt. 2012      | Reisenauer, Gynäkologie, Universitätsklinikum Tübingen                                           |
| 54         | 2         | Die osteosynthetische Frakturversorgung                                 | 30. Okt. 2012      | Stöckle, Unfallchirurgie, BG-Klinik Tübingen                                                     |
| 55         | 3         | Die laparoskopische Adipositaschirurgie                                 | 6. Nov. 2012       | Zdichavsky, Allgemein-, Viszeral- und Transplantationschirurgie, Universitätsklinikum Tübingen   |
| 56         | 4         | Die Nierentransplantation                                               | 8. Nov. 2012       | Königsrainer, Allgemein-, Viszeral- und Transplantationschirurgie, Universitätsklinikum Tübingen |
| 57         | 5         | Die Kunstherzimplantation – linksventrikuläres Herzunterstützungssystem | 13. Nov. 2012      | Schlensak, Thorax-, Herz- und Gefäßchirurgie, Universitätsklinikum Tübingen                      |
| 58         | 6         | Die Hüftendoprothetik                                                   | 15. Nov. 2012      | Kluba, Orthopädie, Universitätsklinikum Tübingen                                                 |
| 59         | 7         | Die Prostatachirurgie                                                   | 20. Nov. 2012      | Stenzl, Urologie, Universitätsklinikum Tübingen                                                  |
| 60         | 8         | Die Pharynxresektion mit Defektdeckung                                  | 27. Nov. 2012      | Mauz, Hals-, Nasen-, Ohrenheilkunde, Universitätsklinikum Tübingen                               |
| 61         | 9         | Die Chirurgie des Mittelgesichtstraumas                                 | 29. Nov. 2012      | Reinert, Mund-, Kiefer-, Gesichtschirurgie, Universitätsklinikum Tübingen                        |
| 62         | 10        | Gehirnchirurgie in der vorderen Schädelgrube                            | 4. Dez. 2012       | Tatagiba, Neurochirurgie, Universitätsklinikum Tübingen                                          |
| 63         | 11        | Die Orbita- und Ophthalmochirurgie                                      | 6. Dez. 2012       | Bartz-Schmidt, Augenheilkunde, Universitätsklinikum Tübingen                                     |
| 64         | 12        | Prothetik in der Mittelohrchirurgie                                     | 13. Dez. 2012      | Zenner, Hals-, Nasen-, Ohrenheilkunde, Universitätsklinikum Tübingen                             |

## Staffel 8
| Nr. (ges.) | Nr. (St.) | Originaltitel                                                      | Erstausstrahlung D | Operateure |
| ---------- | --------- | ------------------------------------------------------------------ | ------------------ | --- |
| 79         | 1         | Das Aortenaneurysma – Hybrideingriff mittels frozen elephant trunk | 16. Apr. 2015      | Schlensak, Thorax-, Herz- und Gefäßchirurgie, Universitätsklinikum Tübingen |
| 80         | 2         | Das Pankreaskopfkarzinom – Kausch-Whipple-Operation                | 23. Apr. 2015      | • Königsrainer, Allgemein-, Viszeral- und Transplantationschirurgie, Universitätsklinikum Tübingen • Nadalin, Allgemein-, Viszeral- und Transplantationschirurgie, Universitätsklinikum Tübingen |
| 81         | 3         | Hiatushernie – Die laparoskopische Fundoplikatio                   | 30. Apr. 2015      | Zdichavsky, Allgemein-, Viszeral- und Transplantationschirurgie, Universitätsklinikum Tübingen                                                                                                   |
| 82         | 4         | Arthroskopische Kreuzbandersatzplastik                             | 7. Mai 2015        | • Stöckle, Unfallchirurgie, BG-Klinik Tübingen • Ateschrang, Unfallchirurgie, BG-Klinik Tübingen                                                                                                 |
| 83         | 5         | ARDS – Das akute Lungenversagen                                    | 21. Mai 2015       | • Rosenberger, Anästhesiologie und Intensivmedizin, Universitätsklinikum Tübingen • Häberle, Anästhesiologie und Intensivmedizin, Universitätsklinikum Tübingen                                  |

## Staffel 9
| Nr. (ges.) | Nr. (St.) | Originaltitel                                                              | Erstausstrahlung D | Operateure |
| ---------- | --------- | -------------------------------------------------------------------------- | ------------------ | --- |
| 84         | 1         | Megacode – die erweiterte Reanimation                                      | 28. Apr. 2016      | • Rosenberger, Anästhesiologie und Intensivmedizin, Universitätsklinikum Tübingen • Reddersen, Anästhesiologie und Intensivmedizin, Universitätsklinikum Tübingen |
| 85         | 2         | Instabilität des cranio-cervikalen Übergangs                               | 3. Mai 2016        | Roser, Neurochirurgie, Cleveland Clinic Abu Dhabi |
| 86         | 3         | Minimalinvasive Implantation eines neuen Kunstherzens                      | 10. Mai 2016       | Schlensak, Thorax-, Herz- und Gefäßchirurgie, Universitätsklinikum Tübingen                                                                                       |
| 87         | 4         | Laparoskopische Cholezystektomie mit endoskopischer Gallengangsexploration | 12. Mai 2016       | Zdichavsky, Allgemein-, Viszeral- und Transplantationschirurgie, Universitätsklinikum Tübingen                                                                    |

## Staffel 11
| Nr. (ges.) | Nr. (St.) | Originaltitel                                                          | Erstausstrahlung D | Operateure |
| ---------- | --------- | ---------------------------------------------------------------------- | ------------------ | --- |
| 96         | 1         | Das Mammakarzinom – Die onkoplastische und prophylaktische Mastektomie | 1. Juni 2017       | Hahn, Gynäkologie, Universitätsklinikum Tübingen |
| 97         | 2         | Die Chirurgie der Schilddrüse                                          | 22. Juni 2017      | A. Königsrainer, Allgemein-, Viszeral- und Transplantationschirurgie, Universitätsklinikum Tübingen |
| 98         | 3         | Das Akustikusneurinom – Die neurochirurgische Resektion                | 13. Juli 2017      | Tatagiba, Neurochirurgie, Universitätsklinikum Tübingen |
| 99         | 4         | Die anatomische Prosektion                                             | 27. Juli 2017      | • Baumgart-Vogt, Anatomie, Universitätsklinikum Gießen • Löffler, Anatomie, Universitätsklinikum Leipzig • Pretterklieber, Anatomie, Universitätsklinikum Wien • Winkelmann, Anatomie, Medizinische Hochschule Brandenburg, Neuruppin |

## Staffel 12
| Nr. (ges.) | Nr. (St.) | Originaltitel                                                                | Erstausstrahlung D | Operateure |
| ---------- | --------- | ---------------------------------------------------------------------------- | ------------------ | --- |
| 100        | 1         | Verbrennungsopfer – Die Haut- und Weichteilrekonstruktion                    | 19. Okt. 2017      | • Daigeler, Plastische- und Wiederherstellungschirurgie, BG-Klinik Tübingen • Rothenberger, Plastische- und Wiederherstellungschirurgie, BG-Klinik Tübingen                                     |
| 101        | 2         | Traumatische Plexus brachialis Läsion – Die neurochirurgische Rekonstruktion | 26. Okt. 2017      | Schuhmann, Neurochirurgie, Universitätsklinikum Tübingen |
| 102        | 3         | Hüftgelenksarthrose – Die Prothesenimplantation                              | 2. Nov. 2017       | • Wülker, Orthopädie, Universitätsklinikum Tübingen • Mittag, Orthopädie, Universitätsklinikum Tübingen                                                                                         |
| 103        | 4         | Schienbeinkopffraktur – Die hinteren Zugänge                                 | 9. Nov. 2017       | • Stöckle, Unfallchirurgie, BG-Klinik Tübingen • Mittag, Unfallchirurgie, BG-Klinik Tübingen |
| 104        | 5         | Koronarstenose – Der aortokoronare Bypass                                    | 16. Nov. 2017      | • Schlensak, Thorax-, Herz- und Gefäßchirurgie, Universitätsklinikum Tübingen • Vöhringer, Thorax-, Herz- und Gefäßchirurgie, Universitätsklinikum Tübingen                                     |
| 105        | 6         | Akutes Abdomen – Die Hemikolektomie                                          | 23. Nov. 2017      | Königsrainer, Allgemein-, Viszeral- und Transplantationschirurgie, Universitätsklinikum Tübingen                                                                                                |
| 106        | 7         | Phäochromozytom – Die Nebennierenentfernung                                  | 30. Nov. 2017      | • Königsrainer, Allgemein-, Viszeral- und Transplantationschirurgie, Universitätsklinikum Tübingen • Müller, Allgemein-, Viszeral- und Transplantationschirurgie, Universitätsklinikum Tübingen |
| 107        | 8         | Facial Cancer – Nasal Resonstruction (auf Englisch)                          | 7. Dez. 2017       | • C. Faris, MBBS FRCS ORL-HNS, Poole Hospital, Großbritannien • Löwenheim, Hals-, Nasen-, Ohrenheilkunde, Universitätsklinikum Tübingen                                                         |
| 108        | 9         | Cilvuschordom – Die transnasale endoskopische Tumorresektion                 | 14. Dez. 2017      | • Betz, Neurochirurgie, Universitätsklinikum Tübingen • Ebner, Neurochirurgie, Universitätsklinikum Tübingen                                                                                    |

## Staffel 13
| Nr. (ges.) | Nr. (St.) | Originaltitel                                                          | Erstausstrahlung D | Operateure                                                                                      |
| ---------- | --------- | ---------------------------------------------------------------------- | ------------------ | ----------------------------------------------------------------------------------------------- |
| 109        | 1         | Die degenerative Wirbelsäule: Lumbale Wirbelkörperfusion               | 26. Apr. 2018      | Badke, Querschnittgelähmte, Technische Orthopädie und Wirbelsäulenchirurgie, BG-Klinik Tübingen |
| 110        | 2         | Das Bronchialkarzinom: Offen-chirurgische vs. endoskopische Lobektomie | 3. Mai 2018        | Steger, Thorax-, Herz- und Gefäßchirurgie, Universitätsklinikum Tübingen                        |
| 111        | 3         | Das Handtrauma: Replantation & Rekonstruktion                          | 17. Mai 2018       | Daigeler, Plastische- und Wiederherstellungschirurgie, BG-Klinik Tübingen                       |

## Staffel 14
| Nr. (ges.) | Nr. (St.) | Originaltitel                                                           | Erstausstrahlung D | Operateure |
| ---------- | --------- | ----------------------------------------------------------------------- | ------------------ | --- |
| 112        | 1         | Das Schultertrauma: Versorgung einer Tuberculum majus-Fraktur           | 8. Nov. 2018       | Ateschrang, Unfallchirurgie, BG-Klinik Tübingen |
| 113        | 2         | Die akute Aortendissektion: Interdisziplinäre Versorgung                | 15. Nov. 2018      | • Schlensak, Thorax-, Herz- und Gefäßchirurgie, Universitätsklinikum Tübingen • Rosenberger, Anästhesiologie und Intensivmedizin, Universitätsklinikum Tübingen                                     |
| 114        | 3         | Die Colitis ulcerosa: Proktokolektomie mit Pouchanlage                  | 22. Nov. 2018      | • Kirschniak, Allgemein-, Viszeral- und Transplantationschirurgie, Universitätsklinikum Tübingen • Wehkamp, Gastroenterologie, Hepatologie und Infektionskrankheiten, Universitätsklinikum Tübingen |
| 115        | 4         | Die Halslymphknotenmetastase: Neck-Dissektion                           | 29. Nov. 2018      | Löwenheim, Hals-, Nasen-, Ohrenheilkunde, Universitätsklinikum Tübingen |
| 116        | 5         | Die Profil- und Bissfehlstellung: Korrektur durch Umstellungsosteotomie | 6. Dez. 2018       | Reinert, Mund-, Kiefer-, Gesichtschirurgie, Universitätsklinikum Tübingen |
| 117        | 6         | Der Verschlusshydrozephalus: Ventrikulozisternostomie                   | 13. Dez. 2018      | Tatagiba, Neurochirurgie, Universitätsklinikum Tübingen |

## Staffel 15
| Nr. (ges.) | Nr. (St.) | Originaltitel                                                                            | Erstausstrahlung D | Operateure |
| ---------- | --------- | ---------------------------------------------------------------------------------------- | ------------------ | --- |
| 118        | 1         | Chirurgische Weiterbildung: Die sogenannte „Kleine Chirurgie“                            | 4. Juli 2019       | Chef-, Ober- und Assistenzärzte der Universitätskliniken Tübingen                                                                       |
| 119        | 2         | Parkinson: Die tiefe Hirnstimulation                                                     | 11. Juli 2019      | Alireza Gharabaghi, Neurochirurgie, Universitätsklinikum Tübingen                                                                       |
| 120        | 3         | Colorectal Carcinoma: Rectal Resection with TME mit der Fudan-Universität Shanghai       | 18. Juli 2019      | • Andreas Kirschniak, Allgemein-, Viszeral- und Transplantationschirurgie, Universitätsklinikum Tübingen • Peter Wilhelm, Jens Rolinger |
| 121        | 4         | Meningioma: Frontotemporal Approach to the Skull Base mit der Fudan-Universität Shanghai | 25. Juli 2019      | Marcos Tatagiba, Neurochirurgie, Universitätsklinikum Tübingen                                                                          |

## Staffel 16
| Nr. (ges.) | Nr. (St.) | Originaltitel                                                                        | Erstausstrahlung D | Operateure                                                                          |
| ---------- | --------- | ------------------------------------------------------------------------------------ | ------------------ | ----------------------------------------------------------------------------------- |
| 122        | 1         | Bandinstabilität des Ellenbogens: Die Chirurgie des Ellenbogengelenks                | 7. Nov. 2019       | Atesch Ateschrang, BG-Klinik Tübingen                                               |
| 123        | 2         | Hochgradige Aortenstenose: Der Aortenklappenersatz                                   | 14. Nov. 2019      | Christian Schlensak, Thorax-, Herz-, Gefäßchirurgie, Universitätsklinikum Tübingen  |
| 124        | 3         | Zervixkarzinom: Die Wertheim-Meigs-OP                                                | 21. Nov. 2019      | Bernhard Krämer, Gynäkologie, Universitätsklinikum Tübingen                         |
| 125        | 4         | After Summer Special – Chirurgische Weiterbildung: Die sogenannte „Kleine Chirurgie“ | 28. Nov. 2019      | Chef-, Ober- und Assistenzärzte, Universitätsklinikum Tübingen & BG-Klinik Tübingen |
| 126        | 5         | Die Mikrochirurgie in der Augenheilkunde                                             | 5. Dez. 2019       | Ulrich Bartz-Schmidt, Augenheilkunde, Universitätsklinikum Tübingen                 |
| 127        | 6         | Hypophysenadenom: Die transnasale Tumorentfernung                                    | 12. Dez. 2019      | Jürgen Honegger, Neurochirurgie, Universitätsklinikum Tübingen                      |
| 128        | 7         | Akutes Schädelhirntrauma: Die dekompressive Hemikraniektomie                         | 19. Dez. 2019      | Stephan Herlan, Neurochirurgie, Universitätsklinikum Tübingen                       |

## Staffel 17
| Nr. (ges.) | Nr. (St.) | Originaltitel                                                       | Erstausstrahlung D | Operateure |
| ---------- | --------- | ------------------------------------------------------------------- | ------------------ | --- |
| 129        | 1         | Die COVID-19-Infektion: Intensivmedizinische Behandlung             | 3. Nov. 2020       | • Helene Häberle, Anästhesiologie und Intensivmedizin, Universitätsklinikum Tübingen • Philipp Henn, Robert Wunderlich, Anästhesiologie und Intensivmedizin, Universitätsklinikum Tübingen                              |
| 130        | 2         | Die Beckenfraktur: Zentraler und dorsaler Zugang zum Acetabulum     | 10. Nov. 2020      | Tina Histing, BG-Klinik Tübingen |
| 131        | 3         | Der neuroendokrine Tumor: Ileum- und Pankreasschwanz-Resektion      | 17. Nov. 2020      | • Alfred Königsrainer, Allgemein-, Viszeral- und Transplantationschirurgie, Universitätsklinikum Tübingen • Silvio Nadalin, Allgemein-, Viszeral- und Transplantationschirurgie, Universitätsklinikum Tübingen          |
| 132        | 4         | Das Prostatakarzinom: Roboterassistierte Prostatektomie             | 24. Nov. 2020      | • Arnulf Stenzl, Urologie, Universitätsklinikum Tübingen • Bastian Amend, Urologie, Universitätsklinikum Tübingen |
| 133        | 5         | Das Kehlkopfkarzinom: Laryngektomie und Einlage einer Stimmprothese | 1. Dez. 2020       | Sven Becker, Hals-, Nasen-, Ohrenheilkunde, Universitätsklinikum Tübingen |
| 134        | 6         | Das Adenom der tiefen Gesichtsregion                                | 8. Dez. 2020       | • Siegmar Reinert, Mund-, Kiefer- und Gesichtschirurgie, Universitätsklinikum Tübingen & BG-Klinik Tübingen • Michael Krimmel, Mund-, Kiefer- und Gesichtschirurgie, Universitätsklinikum Tübingen & BG-Klinik Tübingen |
| 135        | 7         | Das Ästhesioblastom: Intrankranielle und transnasale Tumorresektion | 15. Dez. 2020      | • Marcos Tatagiba, Neurochirurgie, Universitätsklinikum Tübingen • Carolina Garcia Rebelo van Schaik, Hals-, Nasen-, Ohrenheilkunde, Universitätsklinikum Tübingen                                                      |

## Staffel 18
| Nr. (ges.) | Nr. (St.) | Originaltitel                                                  | Erstausstrahlung D | Operateure |
| ---------- | --------- | -------------------------------------------------------------- | ------------------ | --- |
| 136        | 1         | Die N. femoralis-Läsion: Motorische Ersatzplastik              | 4. Nov. 2021       | • Adrien Daigeler, Hand-, Plastische, Rekonstruktive und Verbrennungschirurgie, BG-Klinik Tübingen • Sabrina Krauß, Hand-, Plastische, Rekonstruktive und Verbrennungschirurgie, BG-Klinik Tübingen            |
| 137        | 2         | Der Lebertumor: Hemihepatektomie                               | 25. Nov. 2021      | • Alfred Königsrainer, Allgemein-, Viszeral- und Transplantationschirurgie, Universitätsklinikum Tübingen • Silvio Nadalin, Allgemein-, Viszeral- und Transplantationschirurgie, Universitätsklinikum Tübingen |
| 138        | 3         | Der nicht natürliche Todesfall: Gerichtsmedizinische Obduktion | 16. Dez. 2021      | Frank Wehner, Rechtsmedizin, Universitätsklinikum Tübingen |
| 139        | 4         | Der Traumapatient: Präklinische und klinische Versorgung       | 20. Jan. 2022      | Chef-, Ober-, Fach- und Assistenzärzte, Universitätsklinikum Tübingen |

## Staffel 19
| Nr. (ges.) | Nr. (St.) | Originaltitel                                           | Erstausstrahlung D | Operateure |
| ---------- | --------- | ------------------------------------------------------- | ------------------ | --- |
| 140        | 1         | Laparoskopische vs. offen-chirurgische Cholezystektomie | 24. Nov. 2022      | Marty Zdichavsky, Allgemeine-, Viszeral-, Thorax- und Unfallchirurgie, chirurgische Orthopädie, Filderklinik, Filderstadt          |
| 141        | 2         | Der Orbitatumor: AR/VR-assistierter Zugang zur Orbita   | 26. Jan. 2023      | • Marcos Tatagiba, Neurochirurgie, Universitätsklinikum Tübingen • Constantin Roder, Neurochirurgie, Universitätsklinikum Tübingen |